# Chloé (film, 2009)
Pour les articles homonymes, voir Chloé.
Pour plus de détails, voir Fiche technique et Distribution.
Chloé (Chloe), est un film américano-canado-français réalisé par Atom Egoyan, sorti en 2009. Il s'agit d'un remake du film français Nathalie..., réalisé par Anne Fontaine en 2003.

## Synopsis
Catherine Stewart (Julianne Moore), une gynécologue, a des doutes sur la fidélité de son mari, David Stewart (Liam Neeson). Elle embauche Chloé Sweeney, une jeune prostituée (Amanda Seyfried), pour qu’elle séduise son mari afin de vérifier ses suspicions. Mais, contre toute attente, Chloé s'attache à la gynécologue.

## Fiche technique
- Titre français : Chloé
- Titre original : Chloe
- Réalisation : Atom Egoyan
- Scénario : Erin Cressida Wilson, d'après le film d'Anne Fontaine, Nathalie...
- Musique : Mychael Danna
- Photographie : Paul Sarossy
- Montage : Susan Shipton
- Production : Jeffrey Clifford, Joe Medjuck (en), Ivan Reitman
  - Coproduction : Simone Urdl, Jennifer Weiss
- Société de production : The Montecito Picture Company
- Pays d'origine :  États-Unis,  Canada
- Langue originale : anglais
- Format : couleur - 1,85:1 - Dolby Digital - 35 mm
- Genre : thriller
- Durée : 91 minutes
- Dates de sortie :
  - Canada : 13 septembre 2009 au festival international du film de Toronto
  - France : 10 mars 2010
  - États-Unis : 26 mars 2010
- Certifications :
  - États-Unis : Film interdit aux moins de 17 ans non accompagnés lors de sa sortie en salles[réf. souhaitée]
  - France : tous publics (CNC)[1]

## Distribution
| |  |  |
| Les actrices Amanda Seyfried et Julianne Moore à l'avant-première du film au Festival international du film de Toronto 2009. |  |  |

- Amanda Seyfried (VF : Élisabeth Ventura) : Chloé Sweeney
- Julianne Moore (VF : Isabelle Gardien) : Catherine Stewart
- Liam Neeson (VF : Frédéric van den Driessche) : David Stewart
- Max Thieriot (VF : François Deblock) : Michael Stewart
- Nina Dobrev : Anna, l'amie de Michael
- Mishu Vellani (VF : Dominique Lelong) : Julie, la secrétaire de Catherine
- R.H. Thomson : Frank, un ami de David et Catherine
- Laura DeCarteret : Alicia, une amie de David et Catherine
- Meghan Heffern : Miranda, une étudiante de David
- David Reale (en) : un étudiant de David

## Production
Le scénario est inspiré de celui du film français Nathalie..., sorti en 2003. Bien que traité de façon radicalement différente, le film en reprend globalement l'histoire et certaines scènes sont même des répliques assez fidèles de l'original : la fête d'anniversaire à l'ouverture du film, la plupart des rencontres entre les deux femmes dans le club ou la chambre d'hôtel, la patiente dans le cabinet de gynécologie, le fils qui couche avec sa petite amie, le rendez-vous final dans le bistrot. Dans le film Chloé, les différences notables avec le film Nathalie... sont :
- les liaisons entre le mari et la prostituée sont explicitement filmées (il n'y en a aucune dans le film français),
- les relations ambiguës entre l’épouse bafouée et la prostituée sont développées jusqu'à la relation lesbienne (celle-ci est à peine soupçonnée dans le film français),
- le mari n'a finalement commis aucun adultère (dans le film français, il avoue immédiatement être coupable).

Le 16 mars 2009, l'épouse de Liam Neeson, Natasha Richardson, est victime d'un accident de ski durant le tournage du film. Neeson décide de quitter le plateau pour en prendre soin, mais elle décédera le 18 mars de ses blessures. La production réarrange le plan de tournage pour gérer l’absence de Neeson. Quelques jours seulement après la mort de son épouse, Neeson retourne sur le plateau et achève le tournage de ses scènes en deux jours.
Le groupe canadien de rock indépendant Raised by Swans a deux de ses chansons dans le film et le nom du groupe est cité à plusieurs reprises par Chloé.

## Accueil

### Accueil critique
Dans l'ensemble des pays anglophones, Chloé a obtenu des critiques mitigées, obtenant 51 % d'avis favorables sur le site Rotten Tomatoes, sur la base de 146 commentaires et une note moyenne de 5.7⁄10 et un score de 48⁄100 sur le site Metacritic sur la base de 33 commentaires. En France, le long-métrage est reçu, dans l'ensemble des critiques, de façons variées, le site AlloCiné lui attribue une note moyenne de 2.9⁄5 sur la base de 21 titres de presse.

### Box-office
Tourné pour un budget de 14 000 000 $, Chloé n'a rapporté que 11 702 642 $ au box-office mondial, dont 3 075 255 $ rien qu'aux États-Unis .